# La bottega degli errori
La bottega degli errori è il romanzo d'esordio dello scrittore scozzese Douglas Lindsay.

## Trama
Barney Thomson è un barbiere di Glasgow: lavora da anni nello stesso negozio di barbiere e, con il passare del tempo, si è visto relegare nell'ultima postazione del negozio. I colleghi lo snobbano, convinti che abbia perso il suo talento, se mai l'ha avuto. Anche i clienti preferiscono a lui i colleghi Wullie o Chris. A casa le cose non vanno meglio che al lavoro: la moglie Agnes vive di telenovele, in un mondo a sé. La frustrazione porta Barney a meditare sull'eliminazione di colui che reputa essere la causa dei suoi mali, ovvero Wullie. Confida questi foschi pensieri all'amico di vecchia data e compagno di bevute, e alla madre: se il primo reagisce inorridito all'idea che Barney possa solo pensare all'omicidio, la seconda, invece, stupisce il figlio suggerendogli come portare a termine l'impresa. 
Un'altra giornata scorre lenta, e i pochi clienti che si sottopongono alle forbici di Barney non lo aiutano a togliersi dalla mente le lugubri parole della madre. Chris viene congedato in anticipo da Wullie, che coglie l'occasione per annunciare a Barney che i suoi giorni da barbiere stanno per finire: di lì a un mese, infatti, sarebbe arrivato un collega a sostituirlo. Accidentalmente, a causa delle mani che gli tremano per la frustrazione, Barney rovescia dell'acqua: Wullie fa per asciugarla, inciampa e finisce addosso al collega, che tiene ancora in mano le forbici. In pochi istanti è morto: Barney viene preso dal panico e decide di occultare il cadavere, con l'aiuto della madre.
Un crescendo di coincidenze e disavventure portano Barney sull'orlo di una crisi di nervi: la morte improvvisa della madre porta alla luce un congelatore stipato di resti umani, etichettati e datati; l'amico è sempre più convinto che le confidenze di Barney non fossero solo uno sfogo innocente; Chris inizia a sospettare che il collega nasconda qualcosa; la polizia gli sta con il fiato sul collo.

## Edizioni
- Douglas Lindsay, La bottega degli errori, traduzione di Marco Scaldini, prima ed., Kowalsky Editore, 2006,  p. 327, ISBN 88-7496-618-0.

## Adattamento cinematografico
Nel 2015 è stato realizzato un adattamento cinematografico del romanzo diretto ed interpretato da Robert Carlyle. Del cast fanno parte anche Emma Thompson e Ray Winstone.